# Алиан, Гассан
Гасса́н Алиа́н (ивр. רסאן עליאן, ע'סאן עליאן‎, араб. غسان عليان‎; род. 21 марта 1972, Шфарам, Израиль) — генерал-майор Армии обороны Израиля, нынешний Координатор действий правительства на территориях (с 6 апреля 2021 года).

## Биография

### Семья и ранние годы
Гассан Алиан родился 21 марта 1972 года в друзской семье в городе Шфарам на севере Израиля.
Отец Алиана, Наиф, был начальником местной школы, по выходе на пенсию он возглавил некоммерческую организацию по поддержке пожилых жителей города. Мать Алиана была домохозяйкой.
Дед Алиана, шейх Хусейн Алиан, входил в ряды еврейской подпольной организации «Хагана» ещё до основания Государства Израиль, а во время Войны за независимость вступил в ряды Армии обороны Израиля и принял участие в боях за освобождение Галилеи. Затем шейх Хусейн Алиан был судьёй религиозного друзского суда и одним из религиозных лидеров друзской общины. В 1957 году в ходе службы в Армии обороны Израиля погиб сын шейха Хусейна Алиана, Салим. Несмотря на это, в 1957 году шейх Алиан стал одним из пяти лидеров друзской общины Израиля, выразивших от имени общины согласие на введение всеобщей воинской повинности для мужчин-членов общины.
В семье было шестеро детей: Гассан Алиан, его три брата и две сестры, и Гассан Алиан был третьим из детей семьи.
Вырос в Шфараме. В детстве был членом друзской скаутской группы. В юности Алиан проявил талант к игре в футбол, однако с ранних лет он был настроен на военную карьеру.

### Военная карьера
В августе 1990 года был призван на службу в Армии обороны Израиля, начал службу в бригаде «Голани», где был распределён в 51-й батальон. По окончании офицерских курсов возглавил взвод в батальоне, а в августе 1995 года был назначен командиром роты продвинутой подготовки (ивр. פלוגת מסלול‎) 12-го батальона бригады.
Затем служил заведующим оперативной частью (ивр. קמב"ץ‎) бригады «Голани», после чего командовал стрелковой (передовой) ротой (ивр. פלוגה רובאית‎) 12-го батальона. В дальнейшем командовал курсом молодого бойца на учебной базе бригады.
В 2002 году был назначен заместителем командира спецподразделения «Эгоз» (в тот период входившего в состав бригады «Голани»), в этой должности, помимо прочего, принял участие в операции «Защитная стена» на Западном берегу реки Иордан в 2002 году.
В 2003 году был повышен в звании до подполковника и назначен заместителем командира территориальной бригады «Менаше» (ивр. חטמ"ר מנשה‎), ответственной за северную часть Самарии в границах Западного берега реки Иордан, включая город Дженин. В ноябре 2003 года возглавил батальон «Духифат» бригады «Кфир» и командовал им до 2005 года. В 2005 году вернулся на службу в бригаде «Голани» на должность заместителя командира бригады, которую исполнял, в том числе в ходе Второй ливанской войны до 2006 года. С 2008 года по 13 сентября 2009 года командовал разведбатальоном бригады «Голани», помимо прочего, в ходе операции «Литой свинец» в секторе Газа.
В 2009 году получил звание полковника и был назначен на должность командира резервной пехотной бригады «Александрони». В 2011 году возглавил территориальную бригаду «Менаше», исполнял эту должность до 1 августа 2013 года. С 2013 по 2014 год был заместителем командира бронетанковой дивизии «Гааш».
11 июня 2014 года вступил на пост командира бригады «Голани», став первым представителем друзской общины Израиля на этом посту. В ходе операции «Нерушимая скала» в секторе Газа командовал бригадой в ходе операции в квартале Шуджаия в городе Газа по уничтожению туннелей из сектора Газа в Израиль, прорытых боевиками движения «Хамас», и в ночь с 19 на 20 июля 2014 года был ранен в лицо взорвавшейся над его головой гранатой РПГ. Алиан был госпитализирован в больнице «Сорока» в Беэр-Шеве. 22 июля, только получив выписку из больницы, Алиан, не заезжая домой, вернулся к командованию бригадой в секторе Газа.
Широкий общественный резонанс вызвал инцидент, произошедший 20 июля 2014 года, после ранения Алиана, когда в ходе боёв в Шуджаие был подбит бронетранспортёр M113 13-го батальона бригады «Голани», в результате чего погибли 7 бойцов батальона, а тело одного из них было похищено боевиками в секторе Газа. Критику вызвало решение Алиана выделить батальону устаревшие бронетранспортёры, передав более новые и защищённые бронетранспортёры в распоряжение разведбатальона бригады и спецподразделения «Эгоз», однако внутреннее армейское расследование инцидента не привело к отрицательным выводам в его отношении.
В декабре 2014 года получил знак почёта от Центра наследия Менахема Бегина. Командовал бригадой «Голани» до 4 сентября 2016 года.
5 сентября 2016 года был повышен в звании до бригадного генерала и назначен Главным офицером пехотных и десантных войск (ивр. קחצ"ר‎), исполнял эту должность до 13 сентября 2018 года. С сентября 2018 по июнь 2019 года был начальником штаба Центрального военного округа, а с 30 июня 2019 по 10 февраля 2021 года был главой Гражданской администрации Западного берега реки Иордан.
14 марта 2021 года Алиану было присвоено звание генерал-майора (алуф), и он стал третьим представителем друзской общины Израиля (после генерал-майора Юсефа Мишлеба и генерал-майора Камиля Абу Рукуна), дослужившим до данного звания. 6 апреля 2021 года Алиан вступил на должность Координатора действий правительства на территориях, сменив на посту генерал-майора Камиля Абу Рукуна. В период деятельности Алиана на посту началась операция «Железные мечи» в секторе Газа, в ходе которой Алиан курировал процессы координации гуманитарной деятельности по поддержке гражданского населения в секторе.

### Личная жизнь
Проживает в квартале Абу-Зейд города Шфарам.
Женат на Ширин Алиан, учительнице иврита в школе в Шфараме. Отец троих сыновей: Арз (Эрез), Лиам и Сафа.
Младшие братья Алиана, Бассам и Маджид, служили офицерами в Армии обороны Израиля. Бассам Алиан получил ранение во время Второй ливанской войны в 2006 году, в ходе которой он возглавлял батальон «Ротем» бригады «Гивати», служил также заместителем командира Южной бригады в секторе Газа и командиром оперативного отдела (ивр. קצין אג"ם‎) дивизии «Ха-Башан». Старший брат Ихсан работал юристом в муниципалитете Шфарама после окончания службы в армии. Одна из сестёр Алиана учительница, вторая занимается бизнесом.

## Публикации
- תא"ל רסאן עליאן יש לנו חובה מוסרית לנפגעים ישראל היום, 14.12.19 (Бригадный генерал Гассан Алиан, «У нас моральный долг перед ранеными», «Исраэль ха-йом» (14.12.19)) (Архивировано 10 июня 2023 года.) (иврит)